# Zhao Guni
Zhao Guni (赵古泥, en shanghaïen Zô Kûgni, en mandarin Zhào Gǔní ; 1874-1933, originaire de Changshu, province Jiangsu, installé à Shanghai plus tard) est un grand maître de la gravure de sceau.